# 组件汽车
组件汽车的定义指汽车制造厂商将汽车零组件销售予消费者，再由消费者自行将汽车组装；通常厂商会供应几种不同规格的配套予消费者选择，在组建车子的过程中，消费者本身除了可以根据厂商提供的目录来组建车子以外，也能够依照自己的习惯来改造车子的性能和外型。
由车主自行组建车子大约可以追溯到汽车发展史的初期，一位汽车爱好者在英国的家中自行设计及装配了一部车子的事迹被机械杂志大篇幅的报道。1912年，美国的雷德汽车在以160元美金（相当于2006年的3,000元美金）卖出了一部装配完整的汽车，并同时尝试以140元美金（相当于2006年的2,600元美金）来销售全套的汽车零配件。

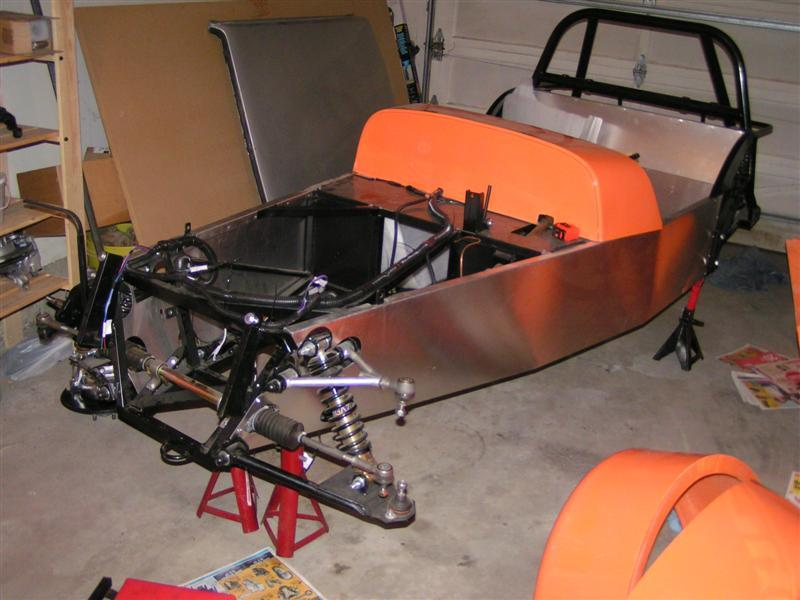
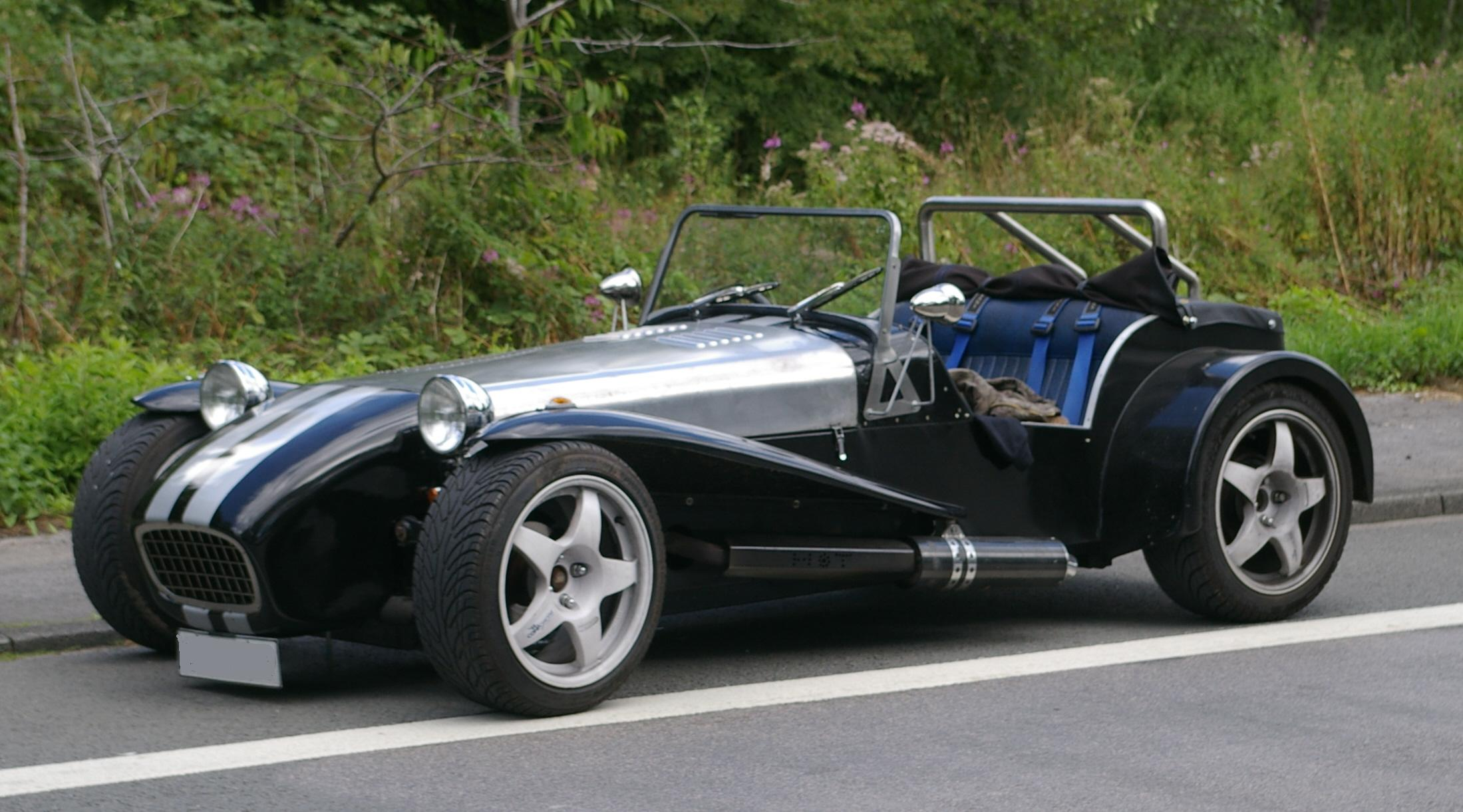
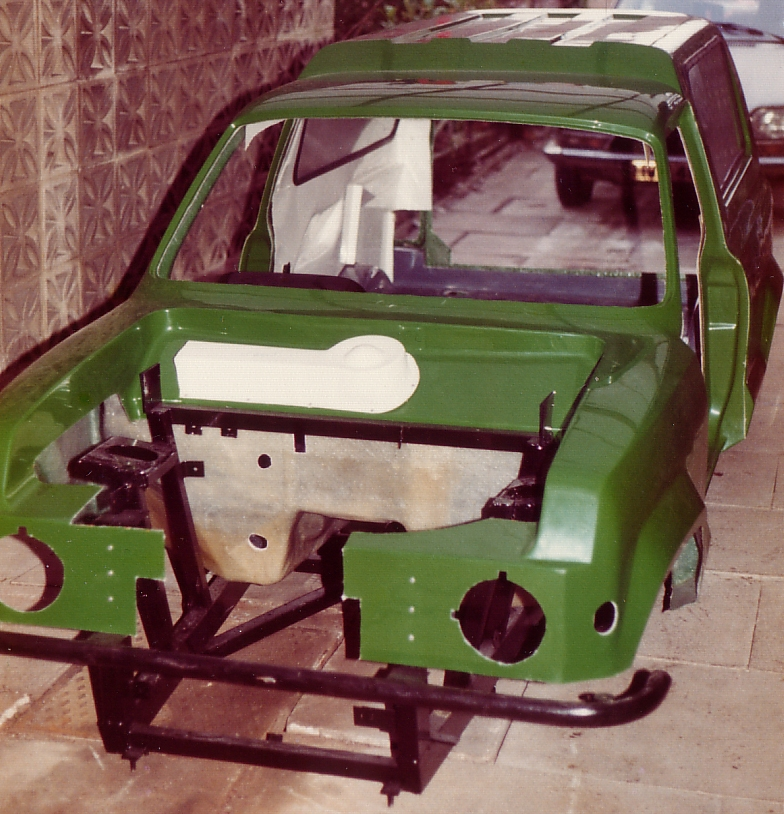
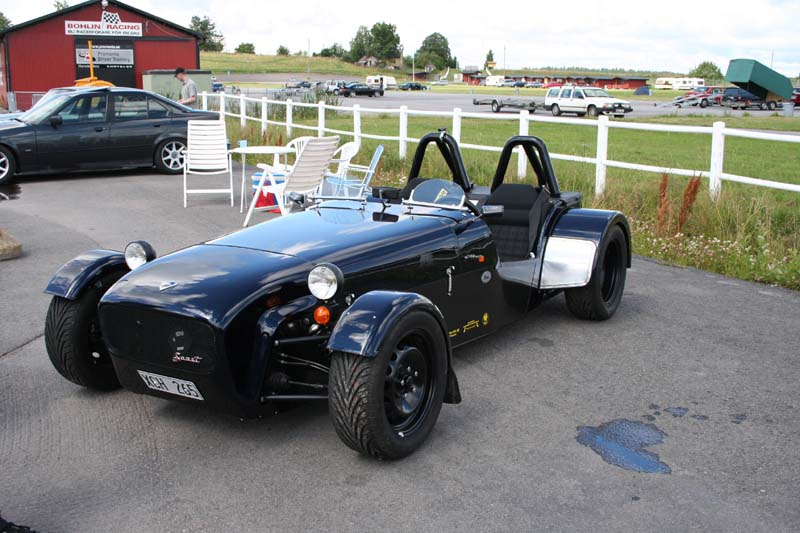
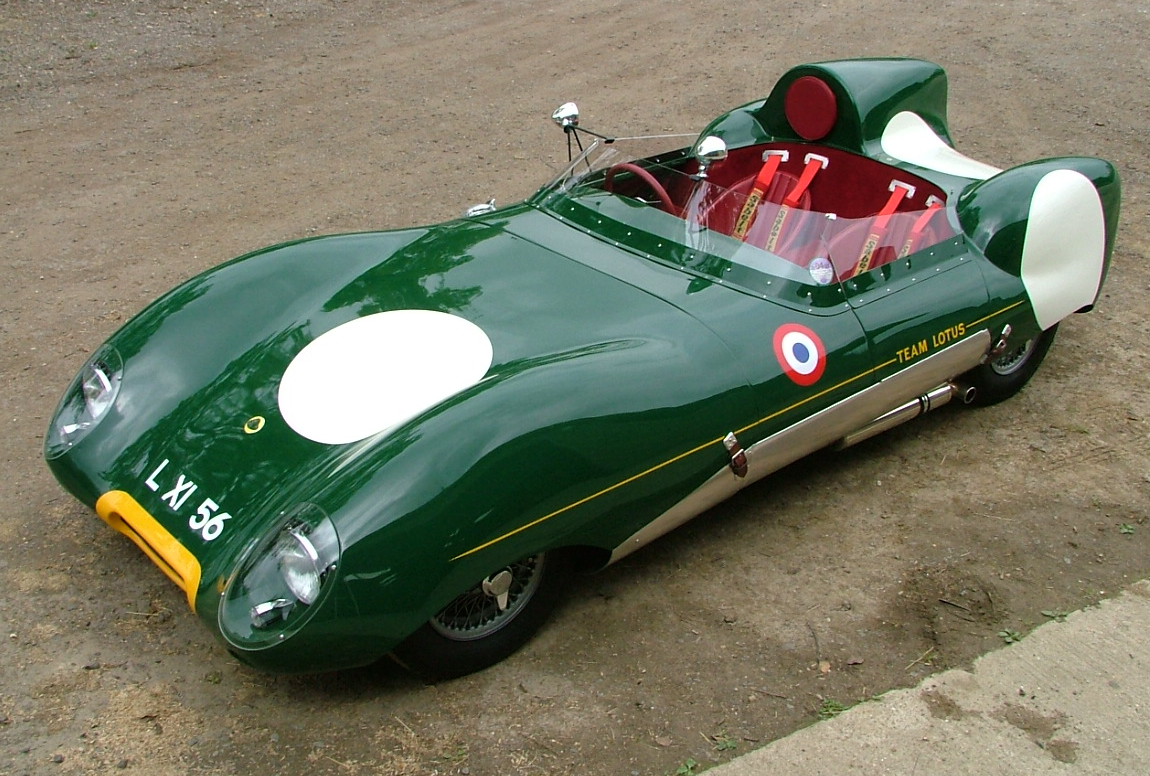
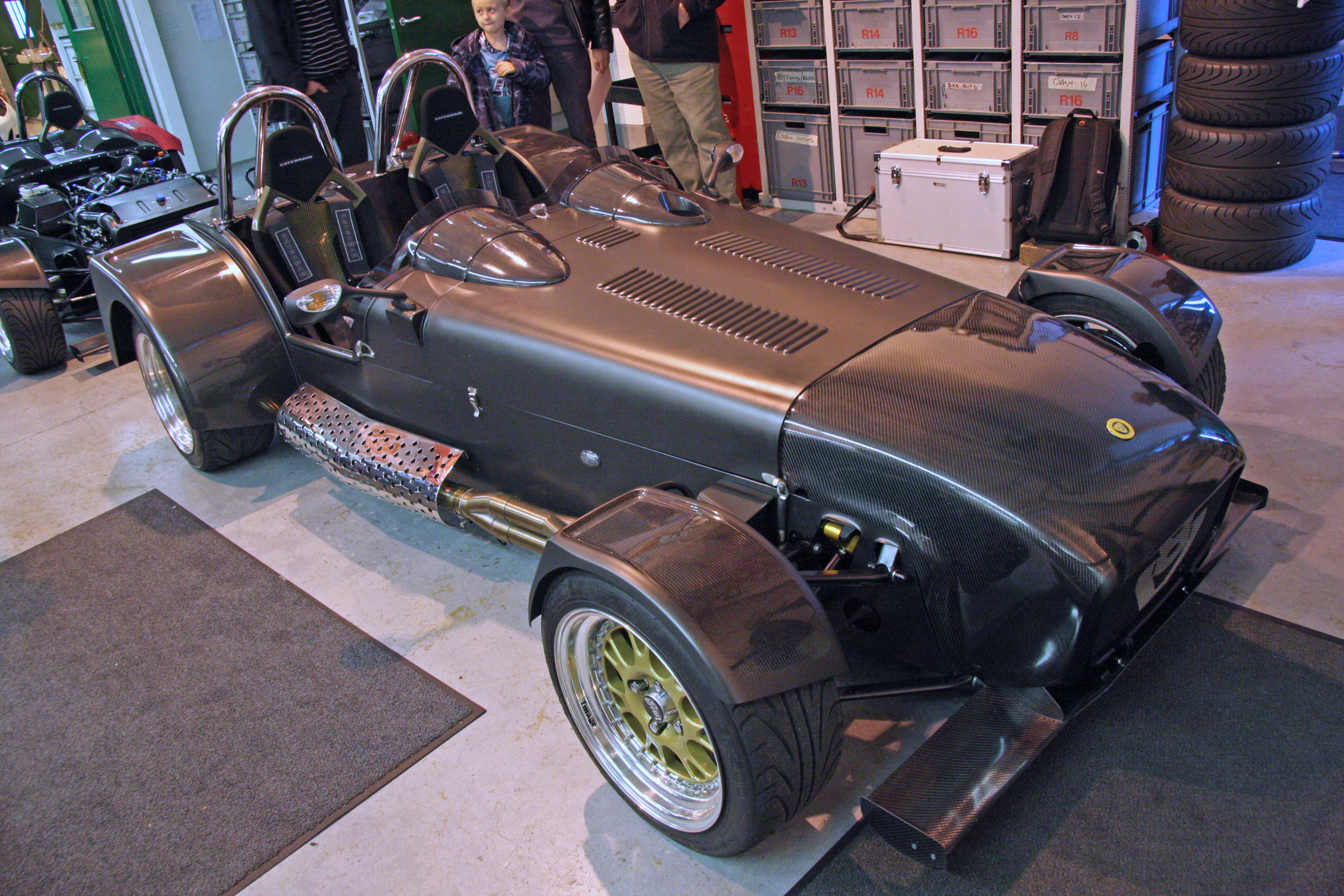
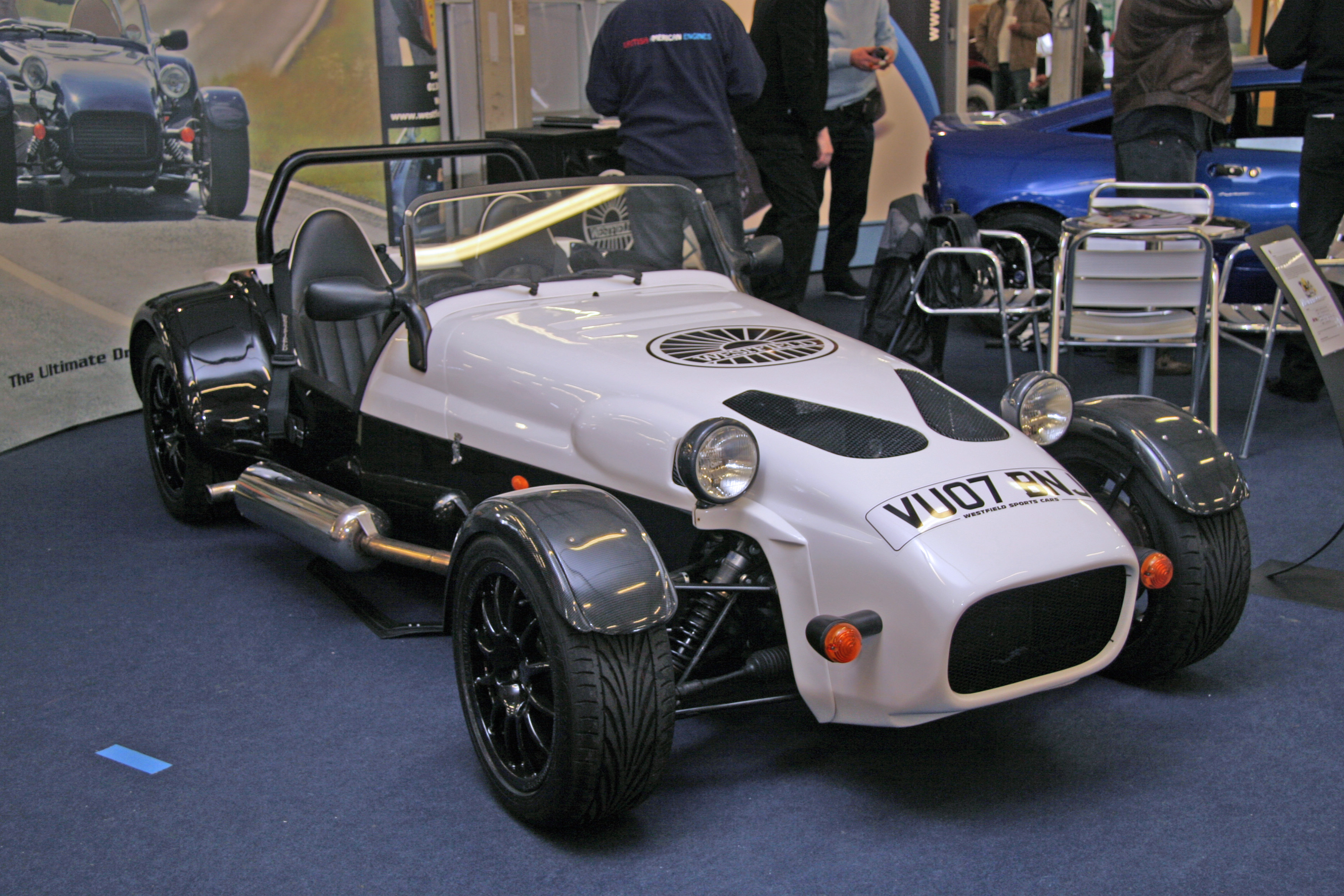
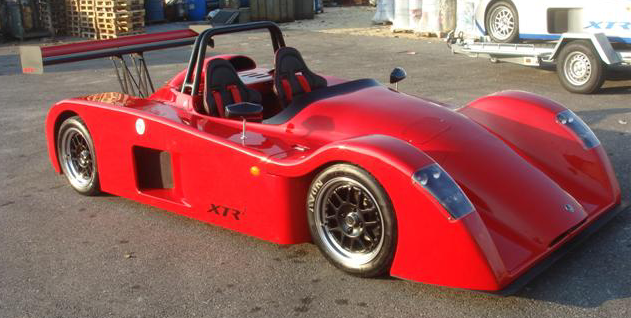
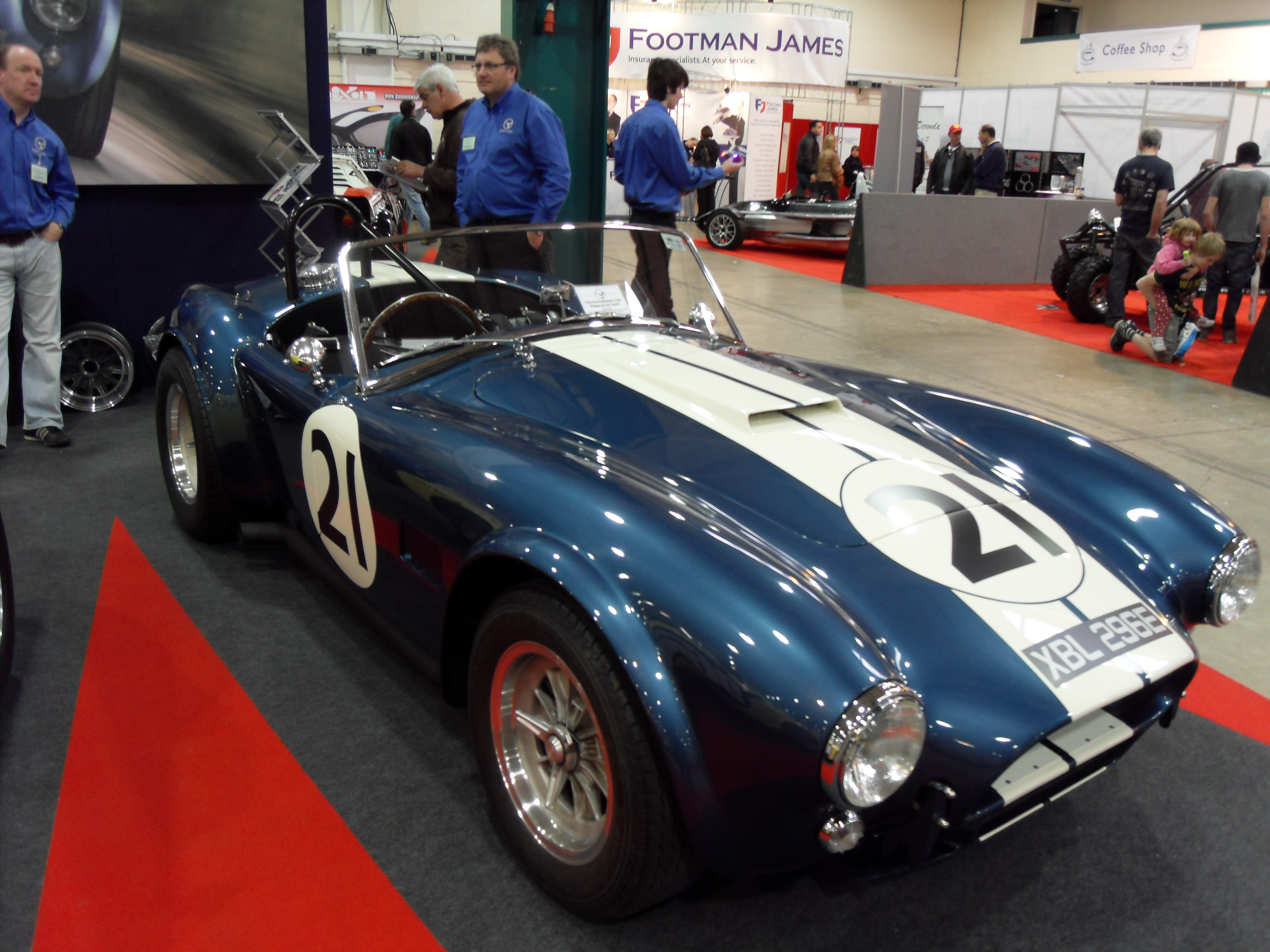
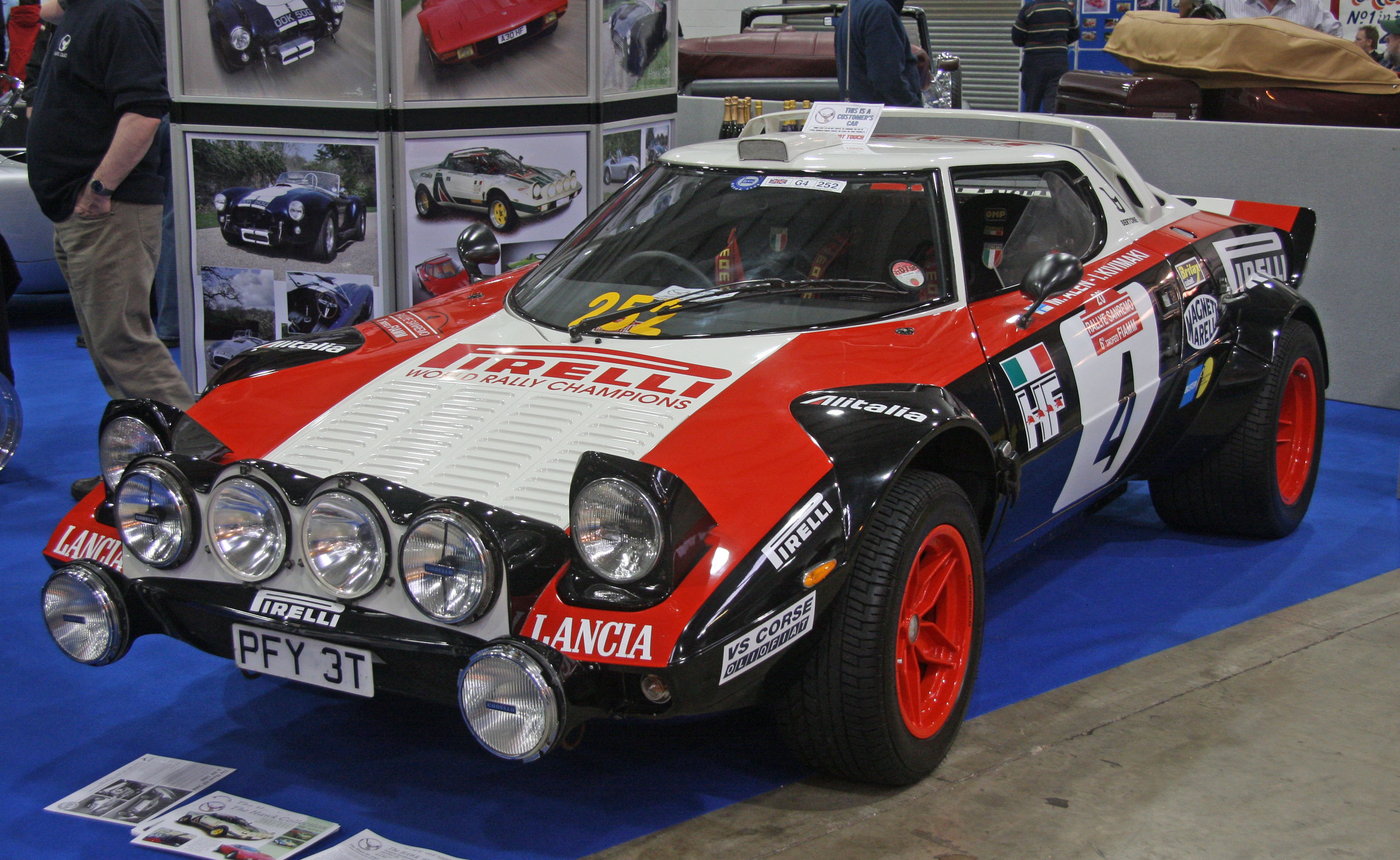
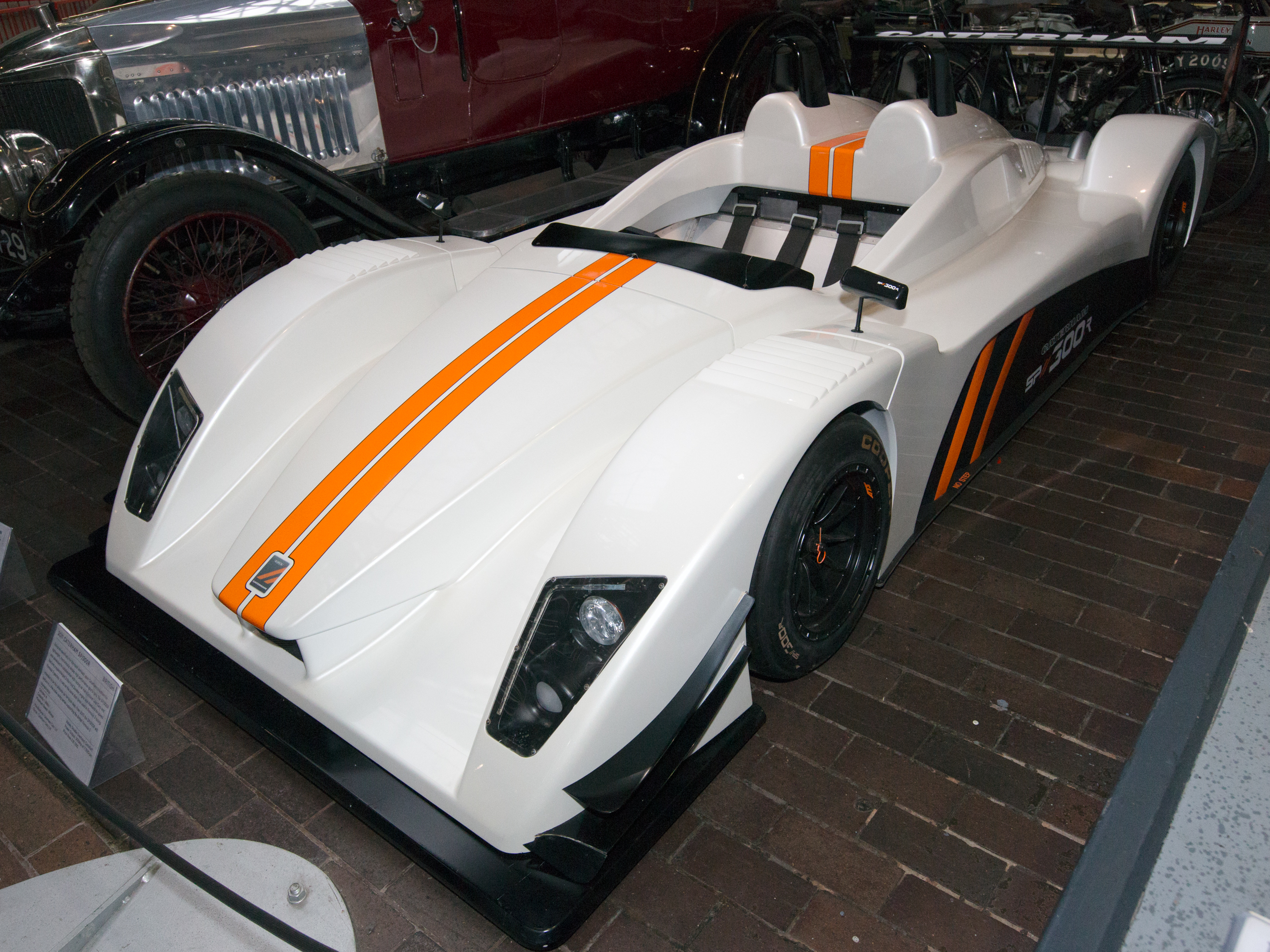
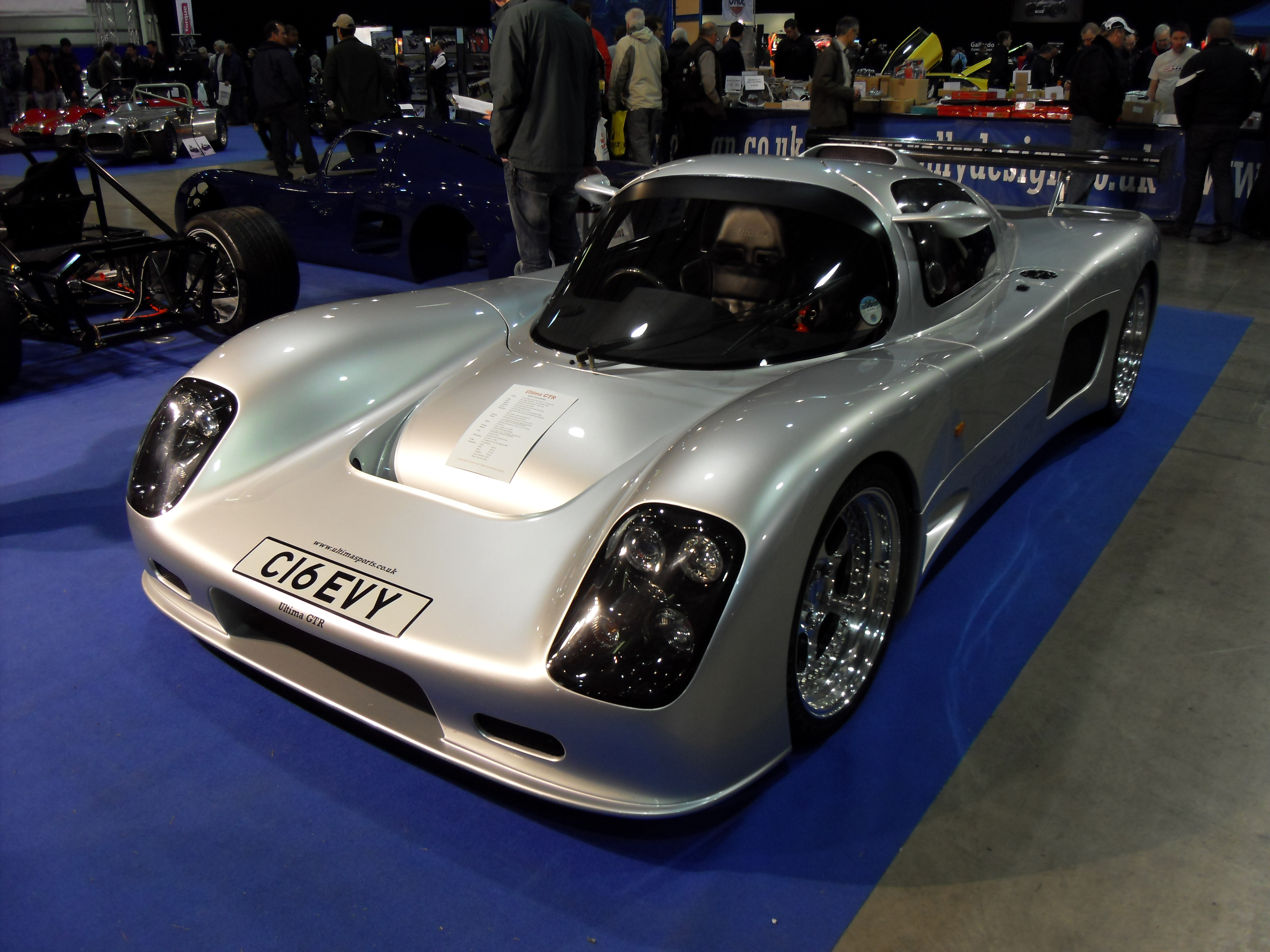
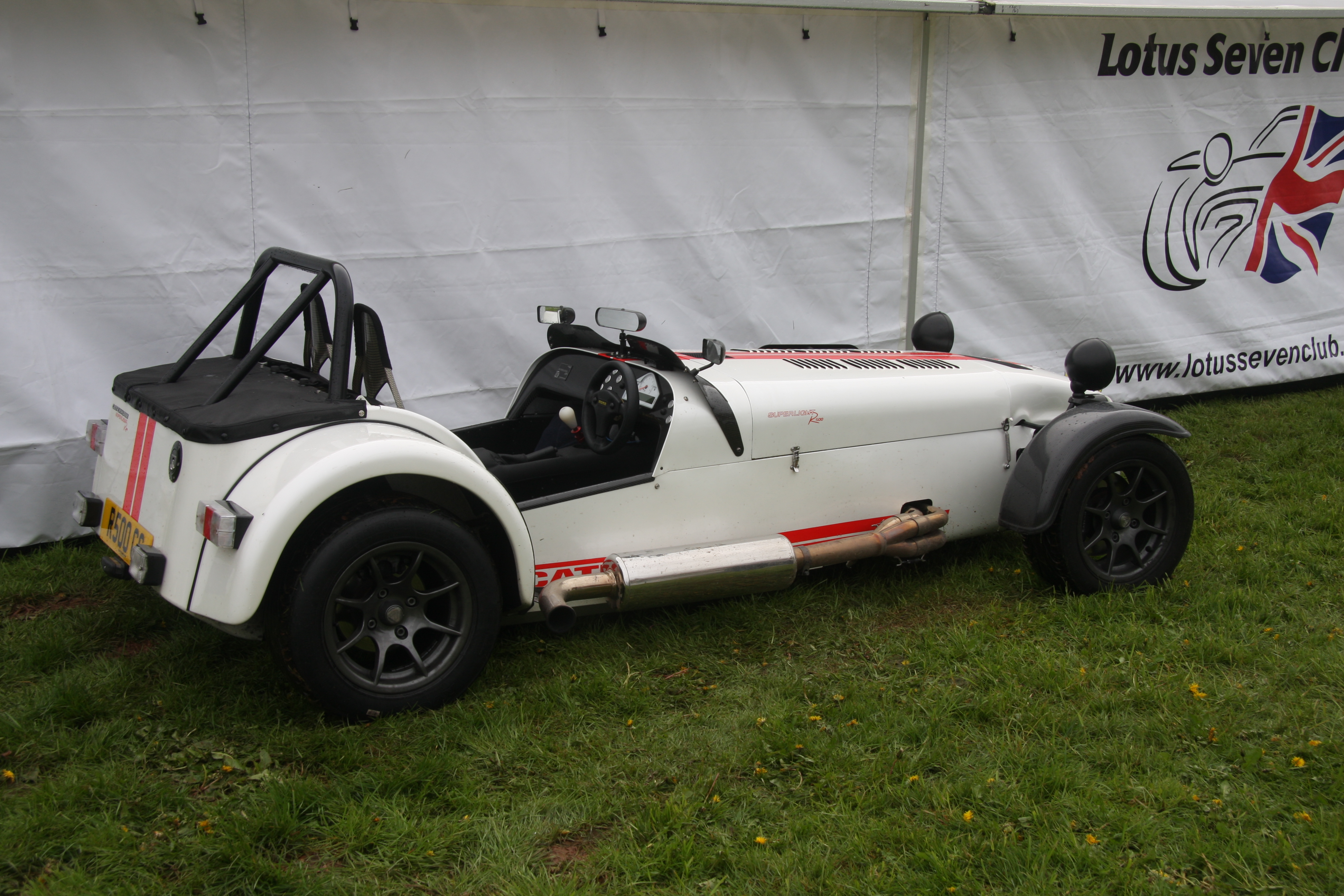
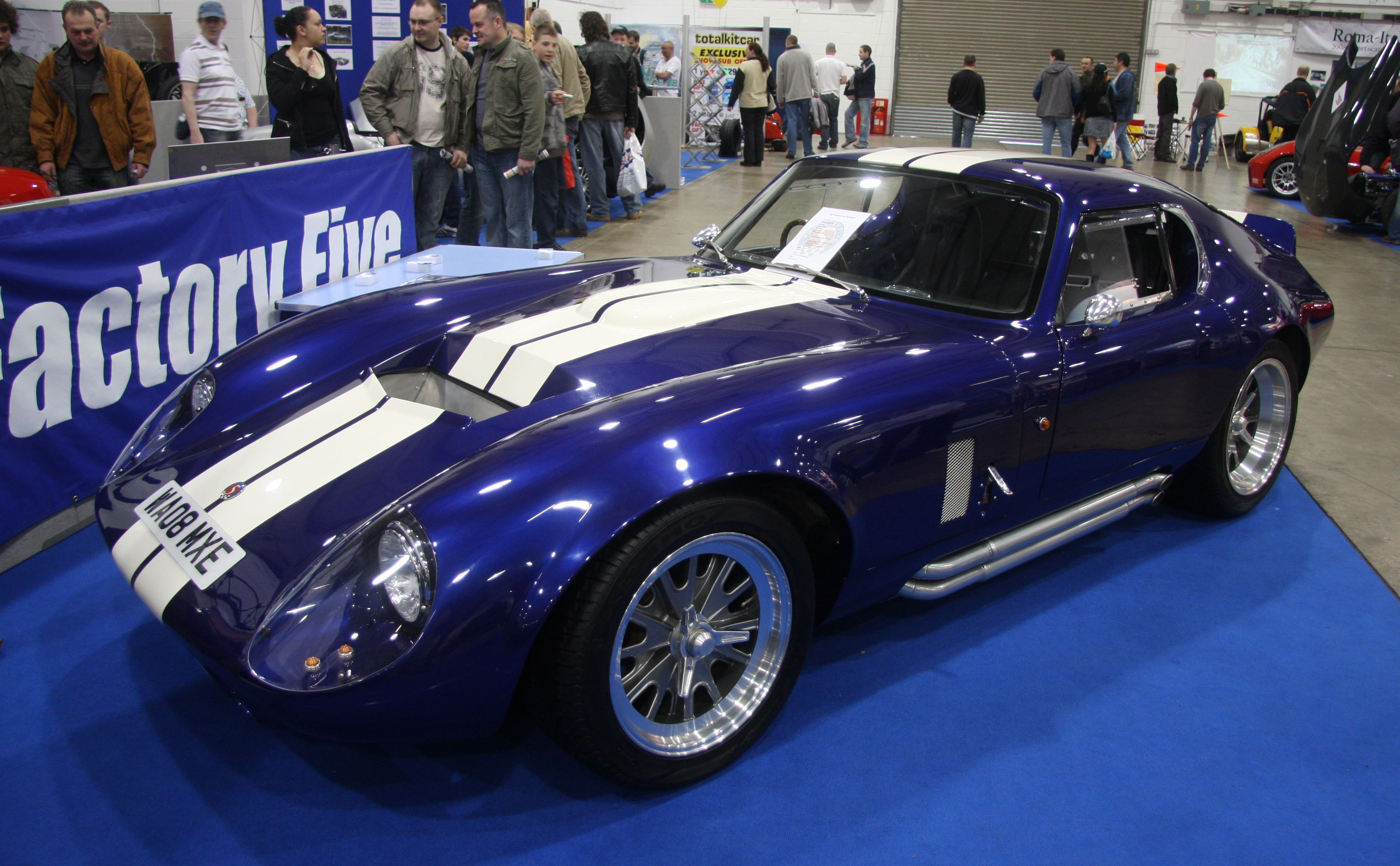
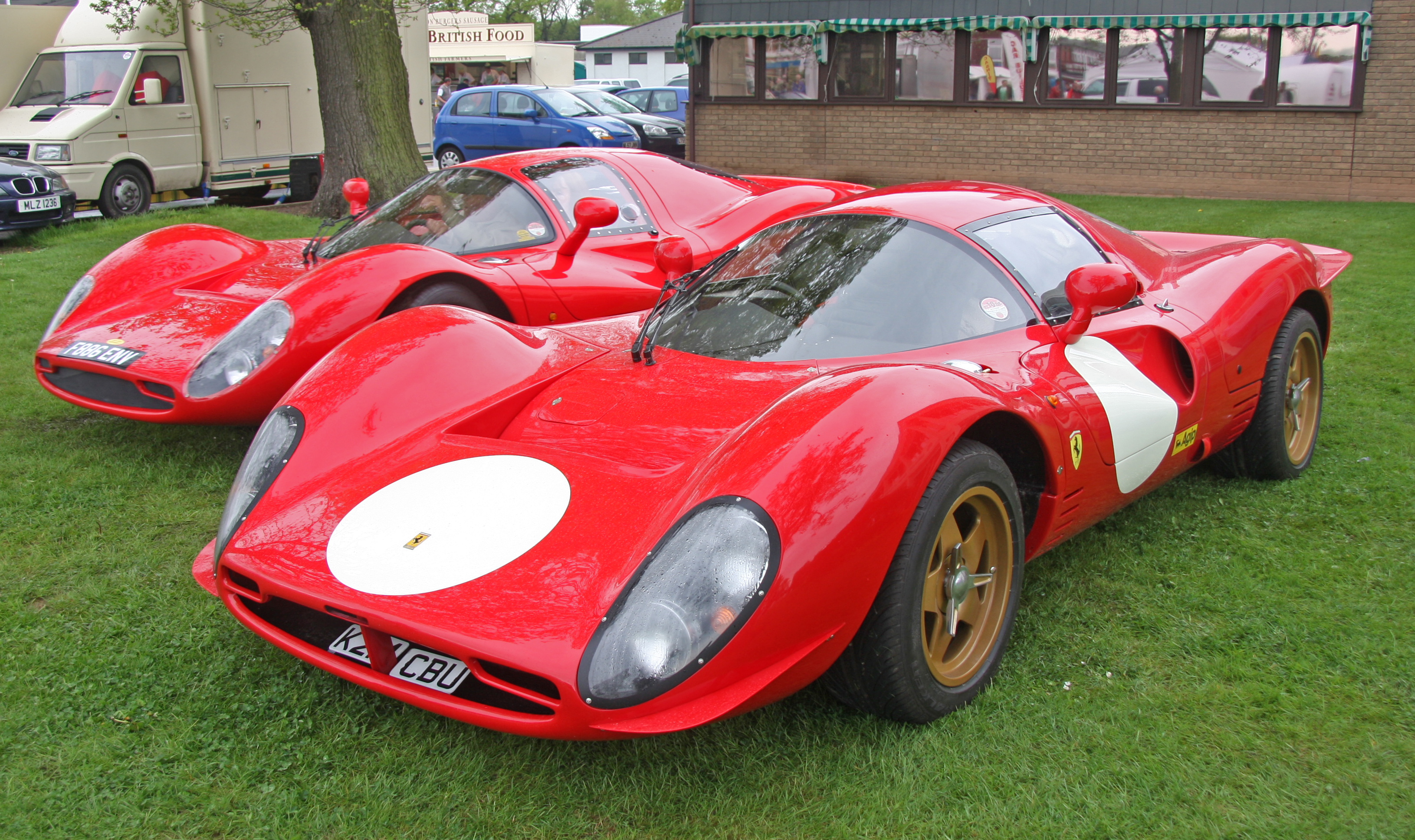
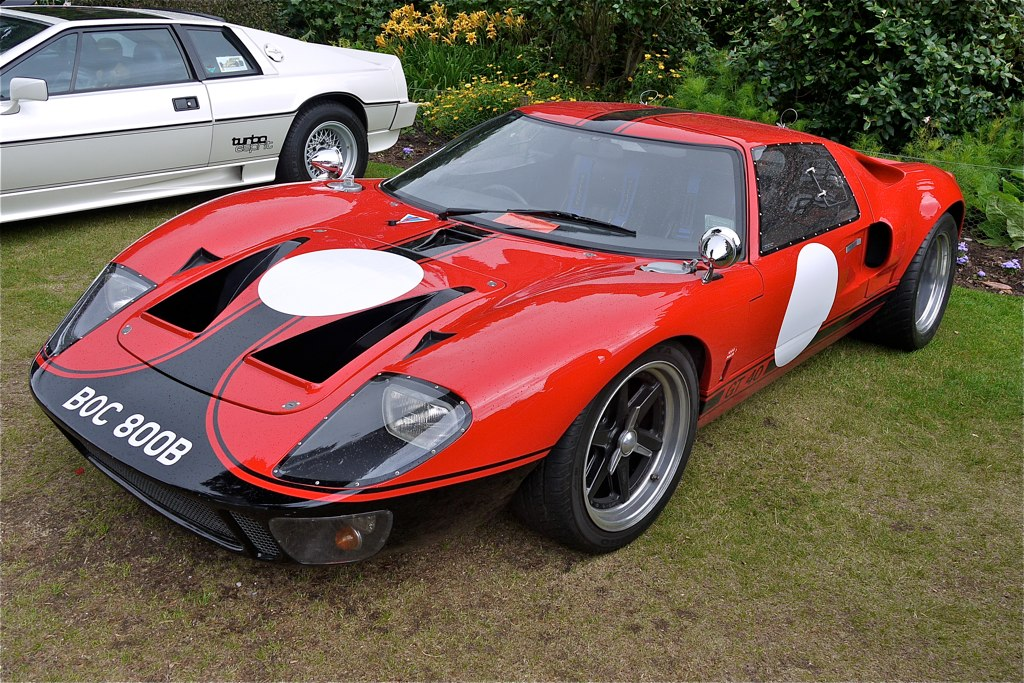
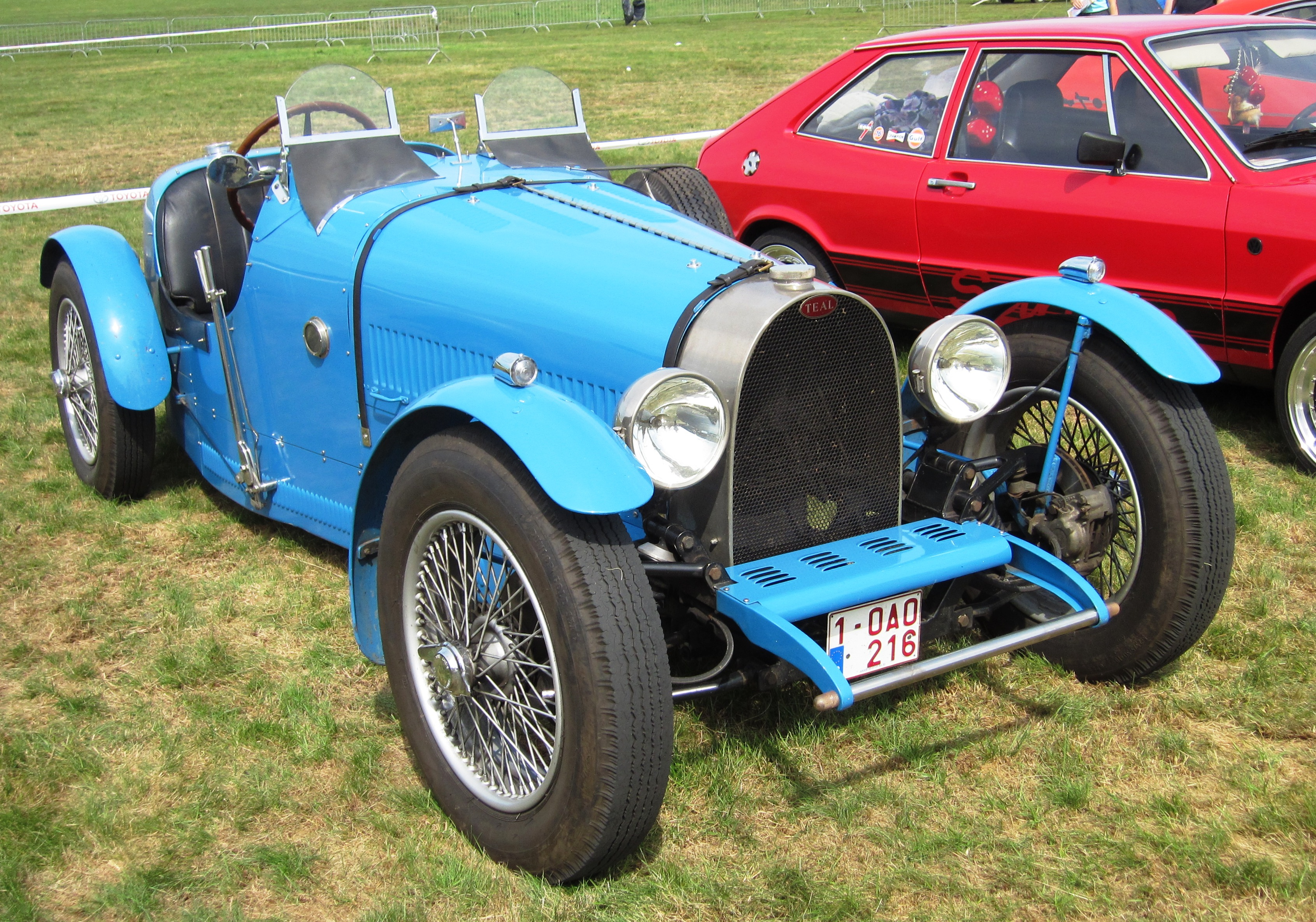
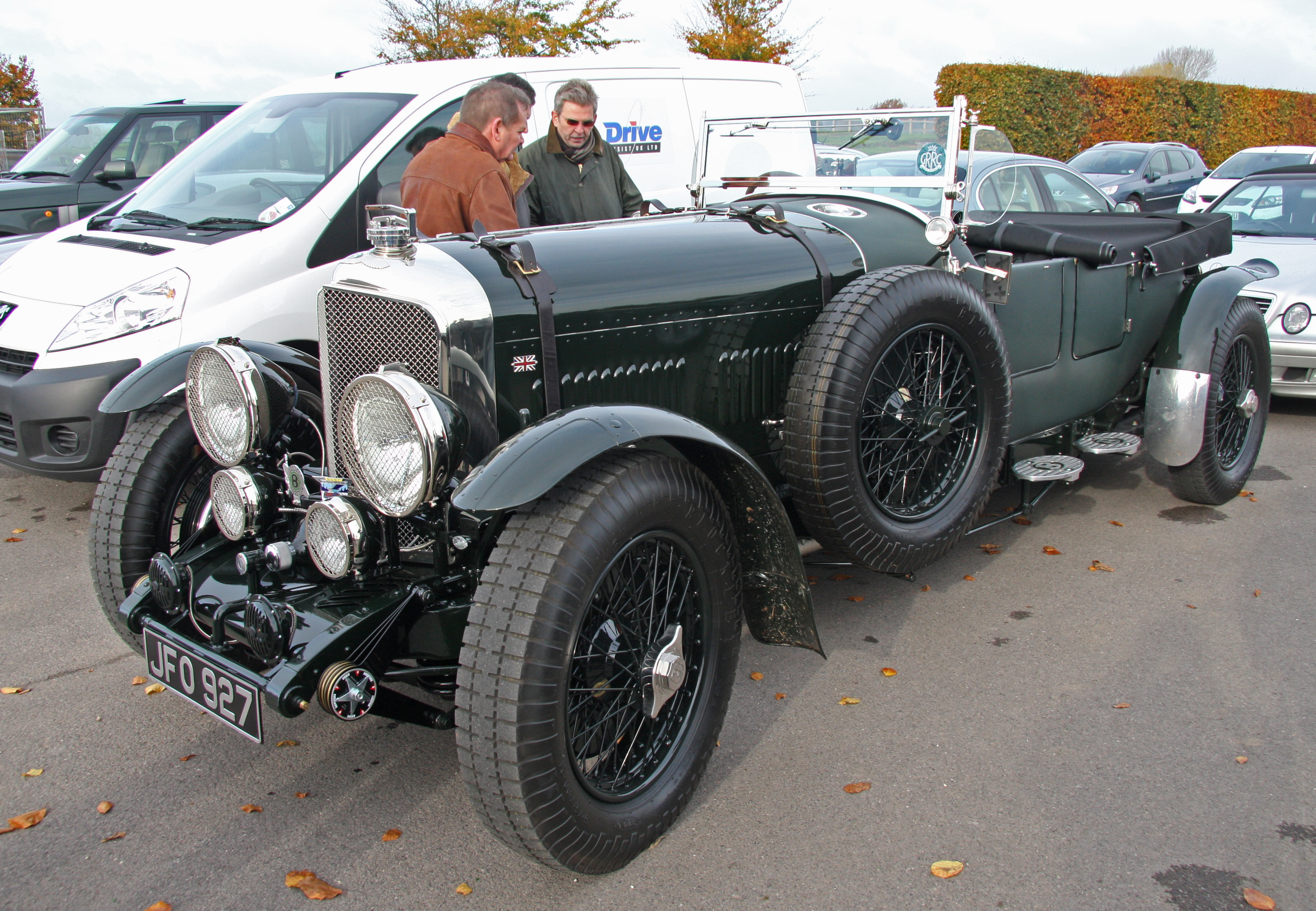